# Élections cantonales de 1992 en Guyane
Les élections cantonales ont eu lieu les 22 et 29 mars 1992.
Lors de ces élections, 9 des 19 cantons de la Guyane ont été renouvelés. Elles ont vu la reconduction de la majorité PSG dirigée par Élie Castor, président du conseil général depuis 1985.

## Résultats à l’échelle du département
Répartition départementale des résultats (2e tour).
- Majorité (46,74 %)
- DVD (53,26 %)

| Étiquette      | Étiquette                          | Premier tour | Premier tour | Second tour | Second tour | Sièges |
| Étiquette      | Étiquette                          | Voix         | %            | Voix        | %           | Sièges |
| -------------- | ---------------------------------- | ------------ | ------------ | ----------- | ----------- | ------ |
|                | Majorité présidentielle            | 4 917        | 53,87        | 287         | 46,74       | 6      |
|                | Parti socialiste                   | 399          | 4,37         |             |             |        |
| Gauche         | Gauche                             | 5 316        | 58,24        | 287         | 46,74       | 6      |
|                |                                    |              |              |             |             |        |
|                | Divers droite                      | 1 404        | 15,38        | 327         | 53,26       | 2      |
|                | Rassemblement pour la République   | 934          | 10,23        |             |             |        |
|                | Union pour la démocratie française | 921          | 10,09        |             |             | 1      |
|                | Front national                     | 400          | 4,38         |             |             |        |
| Droite         | Droite                             | 3 659        | 40,08        | 327         | 53,26       | 3      |
|                |                                    |              |              |             |             |        |
|                | Génération écologie                | 152          | 1,67         |             |             |        |
|                |                                    |              |              |             |             |        |
| Inscrits       | Inscrits                           | 14 307       | 100,00       | 787         | 100,00      |        |
| Abstention     | Abstention                         | 4 681        | 32,72        | 164         | 20,84       |        |
| Votants        | Votants                            | 9 626        | 67,28        | 623         | 79,16       |        |
| Blancs et nuls | Blancs et nuls                     | 499          | 5,18         | 9           | 1,44        |        |
| Exprimés       | Exprimés                           | 9 127        | 94,82        | 614         | 98,56       |        |

## Résultats par canton

### Canton d'Approuague-Kaw
| Candidats      | Candidats        | Étiquette      | Premier tour | Premier tour |
| Candidats      | Candidats        | Étiquette      | Voix         | %            |
| -------------- | ---------------- | -------------- | ------------ | ------------ |
|                | Pierre Désert*   | PS             | 251          | 81,49        |
|                | Carmelien Madere | UDF            | 47           | 15,26        |
|                | Francois Kuhn    | PS             | 10           | 3,25         |
|                |                  |                |              |              |
| Inscrits       | Inscrits         | Inscrits       | 368          | 100,00       |
| Abstention     | Abstention       | Abstention     | 54           | 14,67        |
| Votants        | Votants          | Votants        | 314          | 85,33        |
| Blancs et nuls | Blancs et nuls   | Blancs et nuls | 6            | 1,91         |
| Exprimés       | Exprimés         | Exprimés       | 308          | 98,09        |

*sortant

### Canton de Cayenne Sud-Ouest
| Candidats      | Candidats      | Étiquette      | Premier tour | Premier tour |
| Candidats      | Candidats      | Étiquette      | Voix         | %            |
| -------------- | -------------- | -------------- | ------------ | ------------ |
|                | Gérard Holder* | PS             | 764          | 67,49        |
|                | Richard Joigny | RPR            | 160          | 14,13        |
|                | Harry Contout  | DVD            | 183          | 16,17        |
|                | Charles Malida | FN             | 25           | 2,21         |
|                |                |                |              |              |
| Inscrits       | Inscrits       | Inscrits       | 2 056        | 100,00       |
| Abstention     | Abstention     | Abstention     | 814          | 39,59        |
| Votants        | Votants        | Votants        | 1 242        | 60,41        |
| Blancs et nuls | Blancs et nuls | Blancs et nuls | 110          | 8,86         |
| Exprimés       | Exprimés       | Exprimés       | 1 132        | 91,14        |

*sortant

### Canton d'Iracoubo
| Candidats      | Candidats            | Étiquette      | Premier tour | Premier tour |
| Candidats      | Candidats            | Étiquette      | Voix         | %            |
| -------------- | -------------------- | -------------- | ------------ | ------------ |
|                | Ferdinand Madeleine* | DVD            | 353          | 66,35        |
|                | Edese Baclair        | PS             | 179          | 33,65        |
|                |                      |                |              |              |
| Inscrits       | Inscrits             | Inscrits       | 794          | 100,00       |
| Abstention     | Abstention           | Abstention     | 240          | 30,23        |
| Votants        | Votants              | Votants        | 554          | 69,77        |
| Blancs et nuls | Blancs et nuls       | Blancs et nuls | 22           | 3,97         |
| Exprimés       | Exprimés             | Exprimés       | 532          | 96,03        |

*sortant

### Canton de Kourou
| Candidats      | Candidats              | Étiquette      | Premier tour | Premier tour |
| Candidats      | Candidats              | Étiquette      | Voix         | %            |
| -------------- | ---------------------- | -------------- | ------------ | ------------ |
|                | Serge Patient*         | UDF            | 874          | 51,20        |
|                | Patrice Catayee        | PS             | 269          | 15,76        |
|                | Jean-Jacques Fanchtein | FN             | 250          | 14,65        |
|                | Michel Calvez          | PS             | 192          | 11,25        |
|                | Michel Magne           | DVD            | 122          | 7,15         |
|                |                        |                |              |              |
| Inscrits       | Inscrits               | Inscrits       | 3 047        | 100,00       |
| Abstention     | Abstention             | Abstention     | 1 235        | 40,53        |
| Votants        | Votants                | Votants        | 1 812        | 59,47        |
| Blancs et nuls | Blancs et nuls         | Blancs et nuls | 105          | 5,79         |
| Exprimés       | Exprimés               | Exprimés       | 1 707        | 94,21        |

*sortant

### Canton de Mana
| Candidats      | Candidats        | Étiquette      | Premier tour | Premier tour |
| Candidats      | Candidats        | Étiquette      | Voix         | %            |
| -------------- | ---------------- | -------------- | ------------ | ------------ |
|                | Georges Patient* | PS             | 692          | 75,96        |
|                | Paul Henri       | PS             | 219          | 24,04        |
|                |                  |                |              |              |
| Inscrits       | Inscrits         | Inscrits       | 1 134        | 100,00       |
| Abstention     | Abstention       | Abstention     | 189          | 16,67        |
| Votants        | Votants          | Votants        | 945          | 83,33        |
| Blancs et nuls | Blancs et nuls   | Blancs et nuls | 34           | 3,60         |
| Exprimés       | Exprimés         | Exprimés       | 911          | 96,40        |

*sortant

### Canton de Maripasoula
| Candidats      | Candidats       | Étiquette      | Premier tour | Premier tour |
| Candidats      | Candidats       | Étiquette      | Voix         | %            |
| -------------- | --------------- | -------------- | ------------ | ------------ |
|                | Antoine Abienso | PS             | 670          | 58,01        |
|                | Joseph Ateni    | RPR            | 485          | 41,99        |
|                |                 |                |              |              |
| Inscrits       | Inscrits        | Inscrits       | 1 515        | 100,00       |
| Abstention     | Abstention      | Abstention     | 315          | 20,79        |
| Votants        | Votants         | Votants        | 1200         | 79,21        |
| Blancs et nuls | Blancs et nuls  | Blancs et nuls | 45           | 3,75         |
| Exprimés       | Exprimés        | Exprimés       | 1 155        | 96,25        |

### Canton de Rémire-Montjoly
| Candidats      | Candidats          | Étiquette      | Premier tour | Premier tour |
| Candidats      | Candidats          | Étiquette      | Voix         | %            |
| -------------- | ------------------ | -------------- | ------------ | ------------ |
|                | Joseph Ho Ten You* | PS             | 1 474        | 71,17        |
|                | Sarah Icare        | DVD            | 272          | 13,13        |
|                | Denis Mbarga Tsogo | DVD            | 200          | 9,66         |
|                | Jean-Michel Pila   | FN             | 125          | 6,04         |
|                |                    |                |              |              |
| Inscrits       | Inscrits           | Inscrits       | 3 644        | 100,00       |
| Abstention     | Abstention         | Abstention     | 1 432        | 39,30        |
| Votants        | Votants            | Votants        | 2 212        | 60,70        |
| Blancs et nuls | Blancs et nuls     | Blancs et nuls | 141          | 6,37         |
| Exprimés       | Exprimés           | Exprimés       | 2 071        | 93,63        |

*sortant

### Canton de Roura
| Candidats      | Candidats                 | Étiquette      | Premier tour | Premier tour | Second tour | Second tour |
| Candidats      | Candidats                 | Étiquette      | Voix         | %            | Voix        | %           |
| -------------- | ------------------------- | -------------- | ------------ | ------------ | ----------- | ----------- |
|                | Claude Ho Ha Chuck *      | DVD            | 261          | 44,69        | 327         | 53,26       |
|                | Julinette Labrador Nelson | PS             | 195          | 33,39        | 287         | 46,74       |
|                | Alain Beney               | RPR            | 103          | 17,64        | Retrait     | Retrait     |
|                | Yvan Ho You Fat           | DVD            | 13           | 2,23         |             |             |
|                | Jean-François Gauthier    | PS             | 12           | 2,05         |             |             |
|                |                           |                |              |              |             |             |
| Inscrits       | Inscrits                  | Inscrits       | 787          | 100,00       | 787         | 100,00      |
| Abstention     | Abstention                | Abstention     | 192          | 24,40        | 164         | 20,84       |
| Votants        | Votants                   | Votants        | 595          | 75,60        | 623         | 79,16       |
| Blancs et nuls | Blancs et nuls            | Blancs et nuls | 11           | 1,85         | 9           | 1,44        |
| Exprimés       | Exprimés                  | Exprimés       | 584          | 98,15        | 614         | 98,56       |

*sortant

### Canton de Saint-Georges-de-l'Oyapock
| Candidats      | Candidats             | Étiquette      | Premier tour | Premier tour |
| Candidats      | Candidats             | Étiquette      | Voix         | %            |
| -------------- | --------------------- | -------------- | ------------ | ------------ |
|                | Georges Elfort        | PS             | 383          | 52,68        |
|                | Roland Polycarpe      | RPR            | 186          | 25,58        |
|                | Jean-Claude Montgenie | GE             | 152          | 20,91        |
|                | Jean-Pierre Meleder   | PS             | 6            | 0,83         |
|                | Ferdinand Constant    | PS             | 0            | 0,00         |
|                |                       |                |              |              |
| Inscrits       | Inscrits              | Inscrits       | 962          | 100,00       |
| Abstention     | Abstention            | Abstention     | 210          | 21,83        |
| Votants        | Votants               | Votants        | 752          | 78,17        |
| Blancs et nuls | Blancs et nuls        | Blancs et nuls | 25           | 3,32         |
| Exprimés       | Exprimés              | Exprimés       | 727          | 96,68        |